# Andreas Wecker
Andreas Wecker (Staßfurt, 2 januari 1970) is een Duits turner.
Wecker nam namens de DDR deel aan de Olympische Zomerspelen 1988 in het Koreaanse Seoel. Wecker won daar met de Oost-Duitse ploeg de zilveren medaille in de landenwedstrijd. In 1992 nam Wecker deel namens het verenigde Duitsland en won olympisch zilver aan de rekstok en olympisch brons aan de ringen en op het paard voltige. In 1995 werd Wecker wereldkampioen aan de ringen. Wecker behaalde zijn grootste succes met het winnen van de gouden medaille tijdens de Olympische Zomerspelen 1996.

## Resultaten

### Olympische Zomerspelen
| Jaar | Plaats    | Resultaten |
| ---- | --------- | --- |
| 1988 | Seoel     | in de landenwedstrijd 8e aan de rekstok                                                                             |
| 1992 | Barcelona | aan de rekstok aan de ringen op het paard voltige 4e in de meerkamp 4e in de landenwedstrijd 7e op vloer 7e op brug |
| 1996 | Atlanta   | aan de rekstok 13e in de meerkamp 7e in de landenwedstrijd 5e aan de ringen                                         |
| 2000 | Sydney    | kwalificatie |

### Wereldkampioenschappen turnen
| Jaar | Plaats       | Resultaten                                                                 |
| ---- | ------------ | -------------------------------------------------------------------------- |
| 1989 | Stuttgart    | in de landenwedstrijd · op het paard voltige · aan de ringen · aan de brug |
| 1991 | Indianapolis | aan de ringen · in de landenwedstrijd                                      |
| 1993 | Birmingham   | op het paard voltige · aan de ringen · in de meerkamp                      |
| 1995 | Sabae        | aan de rekstok                                                             |

1896: Hermann Weingärtner ·
1904: Anton Heida, Edward Hennig ·
1924: Leon Štukelj ·
1928: Georges Miez ·
1932: Dallas Bixler ·
1936: Aleksanteri Saarvala ·
1948: Josef Stalder ·
1952: Jack Günthard ·
1956: Takashi Ono ·
1960: Takashi Ono ·
1964: Boris Sjachlin ·
1968: Akinori Nakayama, Mikhail Voronin ·
1972: Mitsuo Tsukahara ·
1976: Mitsuo Tsukahara ·
1980: Stojan Deltsjev ·
1984: Shinji Morisue ·
1988: Vladimir Artemov, Valery Ljoekin ·
1992: Trent Dimas ·
1996: Andreas Wecker ·
2000: Aleksej Nemov ·
2004: Igor Cassina ·
2008: Zou Kai ·
2012: Epke Zonderland ·
2016: Fabian Hambüchen ·
2020: Daiki Hashimoto · 
2024: Shinnosuke Oka
- Gemeinsame Normdatei: 1159742707
- Virtual International Authority File: 8436152684035223430002